# Lycurgue (Thrace)
Pour les articles homonymes, voir Lycurgue.

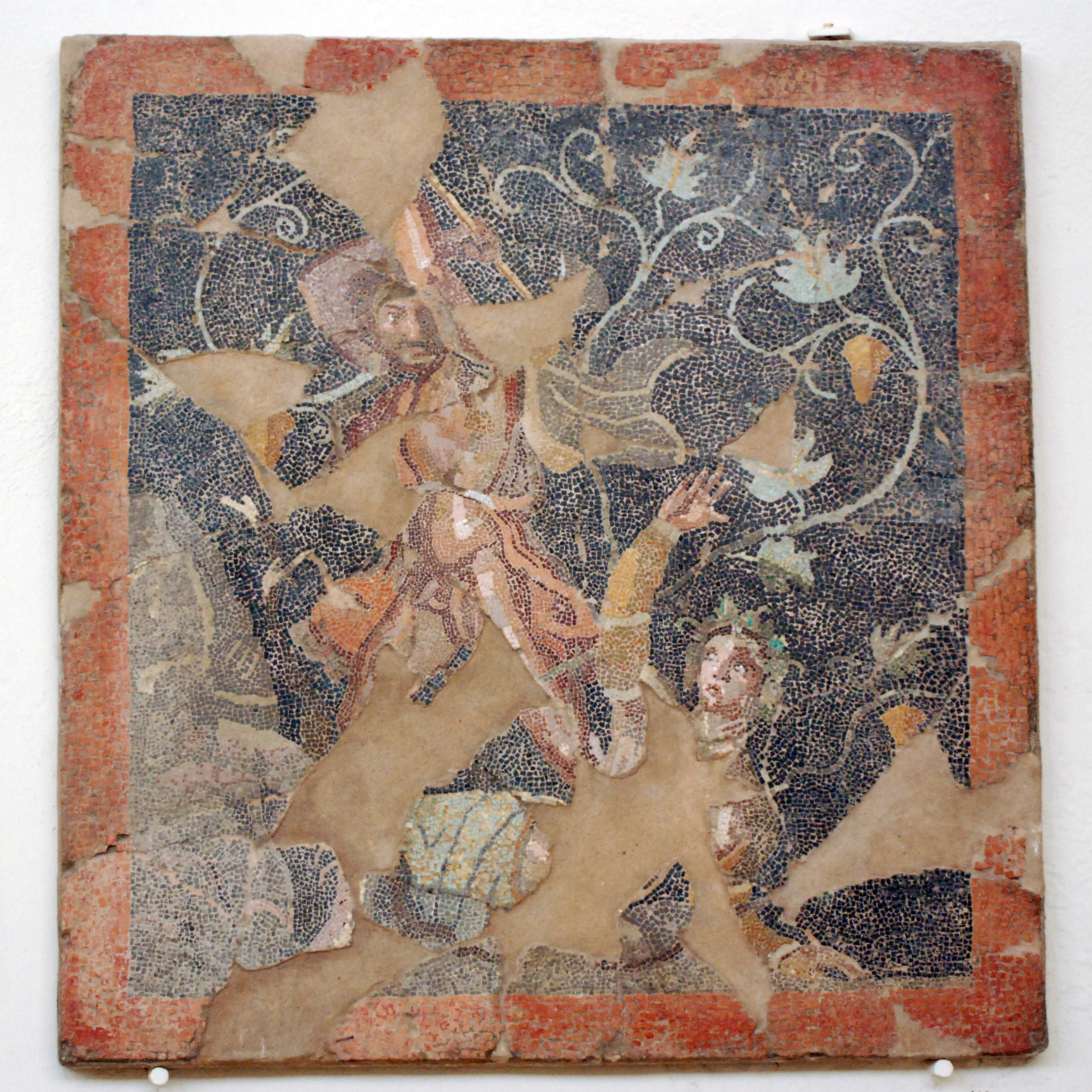
Lycurgue s'apprête à frapper Ambrosia, qui se transforme en pied de vigne, mosaïque grecque de Délos, fin du IIe siècle av. J.-C.

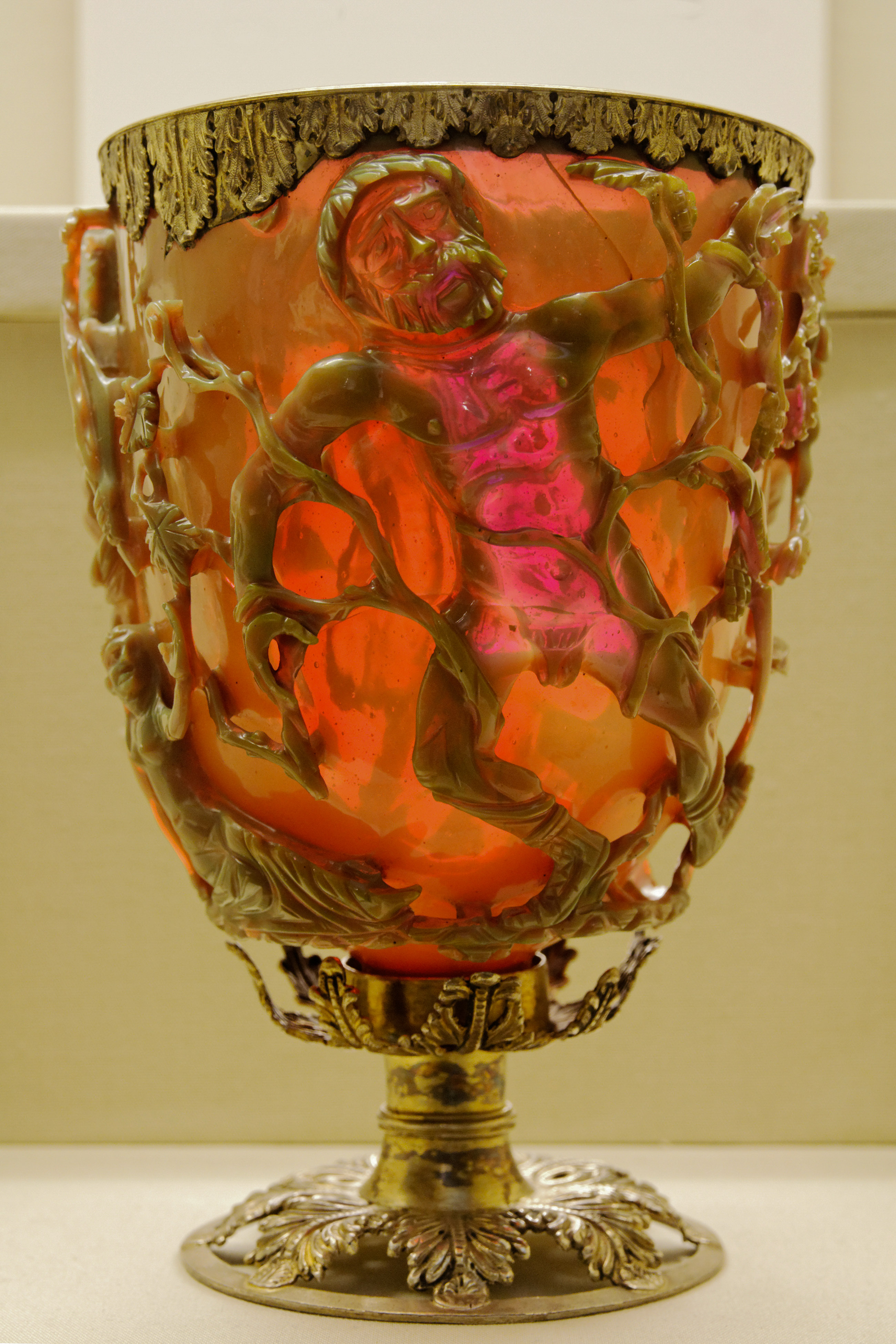
Coupe de Lycurgue, IVe siècle, en verre diatrète.

Dans la mythologie grecque, Lycurgue (en grec ancien Λυκοῦργος / Lukoũrgos) est un roi des Édoniens de Thrace, fils de Dryas.

## Mythe
Il est le héros d'une légende racontée dans l’Iliade par Diomède. Quand Dionysos encore enfant traverse ses terres, il l'assaille sur le mont Nysa et met en fuite les hyades qui escortent le dieu, tuant l'une d'entre elles, Ambroisie. Il coupe les vignes sacrées, traces du passage du dieu. Dionysos, pour lui échapper, doit plonger dans les flots où il est recueilli par Thétis. Zeus punit Lycurgue de sa démesure en l'aveuglant. Lycurgue meurt peu après.
Les auteurs postérieurs revisitent l'anecdote. Selon Sophocle, Lycurgue n'est qu'enfermé par son peuple. Dans sa prison, il revient peu à peu sur la folie de son acte. Selon le pseudo-Apollodore, Lycurgue est plutôt frappé de folie par Zeus. Il tue son fils, également nommé Dryas, le prenant pour un cep de vigne. Il ne recouvre la raison qu'une fois son fils démembré. De plus, la Thrace devient stérile après l'acte impie de Lycurgue. Un oracle révèle à la population que leur roi est à l'origine de la malédiction. Ils le garrottent et l'abandonnent sur le mont Pangée, où il est mis en pièces par des chevaux sauvages. Selon Hygin, Lycurgue est puni quand il se blesse lui-même en voulant arracher les vignes sacrées.

## Interprétation
Lycurgue (en grec ancien Λυκοῦργος / Lukoũrgos) « celui qui refoule le loup » porte un nom significatif. Il combat le furieux atteint de la rage (lússa « le mal du loup »). Avant d'être considéré comme un impie ou un fou, Lycurgue est un seigneur qui face à Dionysos, « Feu divin », accomplit son devoir comme le cavalier de feu (Feuerreiter) du folklore germanique. Néanmoins, le rituel ne réussit pas toujours et après avoir repoussé le feu dans un premier temps, celui-ci peut reprendre l'avantage sur son vainqueur et le poursuivre.
L'indication de Dionysos nourrisson et de sa fuite dans les flots sont caractéristiques de la mythologie du Feu et peuvent être rapprochés des légendes concernant Héphaïstos.